# Zespół Szkół Centrum Kształcenia Rolniczego im. Ziemi Dobrzyńskiej w Nadrożu
Zespół Szkół Centrum Kształcenia Rolniczego im. Ziemi Dobrzyńskiej w Nadrożu (do 2021 roku jako Zespół Szkół nr 4 im. Ziemi Dobrzyńskiej w Nadrożu) – zespół szkół ponadpodstawowych o profilu rolniczym w Nadrożu, w powiecie rypińskim. Szkoła położona jest na terenie wiejskim, a jej klimat tworzą zabytkowy gmach oraz przylegający do niej park.

## Historia
Szkoła w Nadrożu powstała 1 września 1946 roku na mocy Wydziału Oświaty Rolniczej w Bydgoszczy w porozumieniu z władzami powiatowymi w Rypinie. Historia szkoły jest ściśle związana z dworem i posiadłością ziemską Artura Barthla, który został wysiedlony z Nadroża w 1945 roku. Pierwszym dyrektorem szkoły był Narcyz Kozłowski, którego po roku zastąpił Józef Faliszewski.
Początkowo było to Gimnazjum Rolnicze, ale w 1948 roku przemianowano szkołę na Technikum Rachunkowości Rolnej, którą w 1952 roku przekształcono w Spółdzielnię Produkcyjną. W latach 1957-1959 wyremontowano i zaadaptowano dawny dwór na szkołę. W 1959 roku powołano Zasadniczą Szkołę Rolniczą, która po trzech latach (w 1962 roku) zmieniła nazwę na Zasadniczą Szkołę Ogrodniczą.
W 1976 roku powstał Zespół Szkół Ogrodniczych, w skład którego weszły Zasadnicza Szkoła Ogrodnicza, Zasadnicza Szkoła Mechanizacji Rolnictwa (od 1978 roku) oraz Wieczorowe Technikum Rolnicze (do 1982 roku), a w 1979 roku powołano Technikum Ogrodnicze. W 1992 roku rozpoczęto przebudowę budynku szkoły i dobudowano dwa skrzydła (nowe klatki schodowe, sanitariaty i szatnia). W 1995 roku rozpoczęto budowę sali gimnastycznej, sauny, siłowni, stołówki oraz kuchni.
W 1999 roku wręczono szkole sztandar oraz nadano jej imię „Ziemi Dobrzyńskiej”. W tym samym roku powstało Liceum Techniczne o profilu kształtowanie środowiska. W 2002 roku miały miejsce istotne wydarzenia: szkoła zmieniła nazwę na Zespół Szkół nr 4 im. Ziemi Dobrzyńskiej w Nadrożu, powstały Liceum Ogólnokształcące oraz Liceum Profilowane (do 2013 roku), oddano do użytku salę gimnastyczną, saunę, siłownię, stołówkę i kuchnię oraz wykonano kapitalny remont budynku po gospodarstwie przyszkolnym i zaadaptowano go na potrzeby dydaktyczne. W 2007 roku utworzono Technikum Budowlane, w 2008 roku – Technikum Architektury Krajobrazu, w 2010 roku – Technikum Pojazdów Samochodowych, a w 2013 roku – Technikum Geodezyjne.
1 września 2011 roku oddano do użytku nowy internat (wcześniej znajdował się on w blokach). W 2015 roku dokonano termomodernizacji budynku głównego szkoły oraz sali gimnastycznej. W 2019 roku utworzono w szkole Technikum Weterynarii oraz Technikum Inżynierii Środowiska i Melioracji, a w 2020 roku Technikum Mechanizacji Rolnictwa i Agrotroniki.
1 stycznia 2021 roku szkoła została przejęta przez Ministerstwo Rolnictwa i Rozwoju Wsi, aby zapewnić szkole jej lepszy rozwój. 1 września 2021 roku szkoła zmieniła nazwę na Zespół Szkół Centrum Kształcenia Rolniczego im. Ziemi Dobrzyńskiej w Nadrożu. W 2022 roku utworzono Technikum Rolnicze. W 2024 roku rozpoczęto przebudowę budynku „oficyny” na budynek do realizacji kształcenia zawodowego.

## Kierunki kształcenia
W szkole obecnie funkcjonują 5-letnie Technikum oraz Kwalifikacyjne Kursy Zawodowe ROL.04. W ramach technikum działa pięć kierunków: technik weterynarii, technik mechanizacji rolnictwa i agrotroniki, technik inżynierii środowiska i melioracji, technik architektury krajobrazu oraz technik rolnik.

## Dyrektorzy
- Narcyz Kozłowski – 1946-1947
- Józef Faliszewski – 1947-1948
- Andrzej Przywarski – 1948-1950
- Józef Krechowicz – 1950-1952
- Jerzy Różnowicz – 1952-1959
- Jerzy Dróżka – 1959-1971
- Tadeusz Jekiel – 1971-1977
- Arkadiusz Bojałkowski – 1977-1979
- Kazimierz Żbikowski – 1979-1981
- Ryszard Jankowski – 1981-1991
- Jerzy Misiak – 1991-2016
- Anna Banasiak – 2016-2022
- Radosław Wiśniewski – od 2022